# Marica Nadlišek Bartol

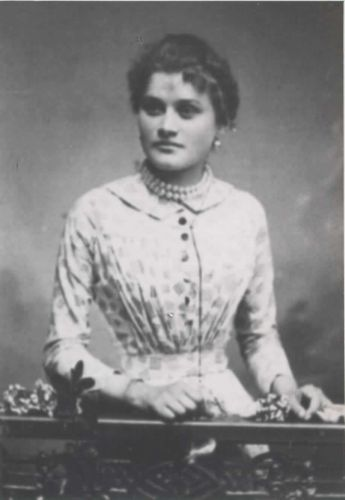

Marica Nadlišek Bartol (ur. 10 lutego 1867 w Trieście, zm. 3 stycznia 1940 w Lublanie) – słoweńska pisarka i publicystka, działaczka na rzecz praw kobiet.

## Życiorys

### Pochodzenie i młodość
Marica Nadlišek urodziła się w Trieście, należącym ówcześnie do Cesarstwa Austriackiego, w 1867 roku. Jej ojciec był geodetą, aktywnie uczestniczącym w życiu słoweńskiej społeczności Triestu.
W 1882 wstąpiła do kolegium nauczycielskiego w Gorycji. Zawód nauczycielki był jednym z nielicznych, które słoweńskie kobiety mogły w tym czasie swobodnie wykonywać.  W szkole w Gorycji zainteresowała się literaturą słoweńską i weszła w krąg słoweńskiej inteligencji. Po ukończeniu studiów w 1886 r. wróciła do Triestu i została nauczycielką w słoweńskich szkołach na przedmieściach miasta.

### Działaczka społeczna i pisarka
Pracując jako nauczycielka, Nadlišek zaczęła tworzyć opowiadania i artykuły prasowe o opiniotwórczym charakterze. Jej pierwszy esej, podkreślający rolę kobiet w rozwoju słoweńskiego ruchu narodowego, ukazał się w gazecie Jedność (Edinost) w 1888 roku. W następnym roku opublikowała w czasopiśmie Ljubljanski zvon swoje pierwsze opowiadanie zatytułowane Moja prijateljica (Moja przyjaciółka). Stała się jedną z pierwszych kobiet, które regularnie współtworzyły to pismo. Publikowała również na ramach innych periodyków słoweńskich, m.in. pisma  Domači prijatelj. W 1898 roku napisała powieść Fatamorgana, ale została ona opublikowana w formie książkowej dopiero sto lat później, w 1998 roku. Dzieło to jest uważane za pierwszą w historii powieść słoweńskiego autora z Triestu.
Nadlišek był współzałożycielką i pierwszą redaktorką naczelną czasopisma kobiecego Slovenka, które ukazywało się w latach 1897-1902. Czasopismo to miało na celu wzmocnienie słoweńskiej tożsamości narodowej wśród kobiet, promowanie ich emancypacji słoweńskich kobiet oraz wspieranie oświaty kobiet. Nadlišek pozostawała redaktorką naczelną pisma od jego powstania do 1899 r., kiedy po wyjściu za mąż zrezygnowała z posady. W tym czasie opublikowała na łamach pisma teksty takich autorek jak Vida Jeraj, Kristina Šuler czy Marica Strnad Cizerlj. Władając kilkoma językami, w tym chorwackim, niemieckim i rosyjskim, była również w stanie tłumaczyć na język słoweński dzieła autorów zagranicznych, w tym Michaiła Lermontowa, Aleksandra Puszkina, Iwana Turgieniewa i Heinricha Heinego.
Pisarstwo Nadlišek wpisywało się w słoweński ruch narodowy. Podejmowała także tematykę praw i roli kobiet, polemizując publicznie z księdzem Antonem Mahničem i jego poglądem, iż w społeczeństwie rozstrzygający głos powinni mieć mężczyźni. Na jej twórczość wpłynęła rosyjska literatura realistyczna, którą wysoko ceniła. Bohaterki jej utworów były kobietami z klasy robotniczej i mieszczańskiej, postaciami realistycznymi, a nie wyidealizowanymi, jak we wcześniejszych słoweńskich utworach literackich pisanych przez kobiety.
Marica Nadlišek działała w społeczności słoweńskiej w Trieście, będąc główną organizatorką ruchów kobiecych. Miała nowoczesne, liberalne poglądy, a niektóre jej działania były wówczas postrzegane jako radykalne (choć w zapatrywaniach i działaniu była znacznie bardziej umiarkowana, niż działaczki kolejnego pokolenia). Współzakładała w Trieście oddział Towarzystwa Świętych Cyryla i Metodego, zajmującego się szerzeniem oświaty, złożony z samych kobiet.
W 1899 r. Marica Nadlišek poślubiła urzędnika pocztowego Gregora Bartola. Między r. 1901 a 1909 w małżeństwie tym urodziło się siedmioro dzieci w latach 1901-1909. Dwoje zmarło we wczesnym dzieciństwie, natomiast jeden z synów, Vladimir, został, podobnie jak matka, pisarzem. Małżeństwo było dla kobiety źródłem frustracji - z jego powodu musiała przerwać karierę literacką i nie mogła dłużej udzielać się społecznie.

### Po I wojnie światowej
Po I wojnie światowej, gdy Triest znalazł się pod rządami włoskimi, nadal potajemnie uczyła języka słoweńskiego. Z tego powodu karabinierzy wielokrotnie ją przesłuchiwali. Jej rodzina została ostatecznie zmuszona do przeniesienia się do Lublany we wrześniu 1919 r. Nadlišek Bartol początkowo mieszkała tam w wagonie z pięciorgiem dzieci.
Kiedy udało jej się zabezpieczyć dla rodziny podstawowe warunki życia, ponownie zaczęła pisać i pracować jako tłumaczka. Współpracowała z magazynem kobiecym Ženski svet, którego redaktorką naczelną była w latach 1931-1934. Działała również w ruchu na rzecz praw kobiet i w organizacjach walczących o prawa Słoweńców, którzy pozostali we Włoszech.
Nadlišek Bartol zaczęła pisać wspomnienia, zatytułowane Iz mojaga življenja, począwszy od 1927 roku. Zostały opublikowane pośmiertnie w czasopiśmie literackim Razgledi w 1948 r. Zmarła w 1940 roku w Lublanie.